# François-Antoine de Boissy d'Anglas
François-Antoine de Boissy d'Anglas fou un dels diputats dels Estats Generals francesos, que, el 20 de juny de 1789, van ser presents al Jurament del Jeu de Paume. És conegut el seu discurs sobre la llibertat de culte. El seu fill Jean-Gabriel de Boissy d'Anglas i el seu net François-Antoine Boissy d'Anglas van ser diputats, també.